# Genroku Chūshingura
Genroku Chûshingura (元禄忠臣蔵 - titulada Los leales 47 Ronin, Los cuarenta y siete samuráis o La venganza de los cuarenta y siete samuráis) es una película japonesa estrenada el 1 de diciembre de 1941 dirigida por Kenji Mizoguchi.
La trama relata la historia de un grupo 47 samuráis que se vieron obligados a convertirse en ronin, debido al suicidio obligado de su daimyō, y su posterior venganza. Está considerada una leyenda nacional de Japón siendo una de las historias más adaptadas y versionadas en cine, teatro kabuki, novelas y series de televisión o mangas.

## Sinopsis
Ambientada en marzo de 1701, en la real capital de Edo, el señor feudal Asano ataca al señor Kira mientras se encuentra en tierra sagrada. A causa de esta grave ofensa Asano es obligado a hacerse el harakiri (seppuku). Sin embargo 47 de sus samuráis juran vengar a su amo.

## Reparto
- Chojuro Kawarasaki - Ōishi Kuranosuke (Ōishi Yoshio)
- Kanemon Nakamura - Sukeimon Tomimori
- Kunitaro Kawarazaki - Isogai Jurozaemon
- Yoshizaburo Arashi - Daimio Asano Naganori
- Daisuke Katō - Fuwa Kazuemon
- Isamu Kosugi - Okado Shigetomo
- Utaemon Ichikawa - Tokugawa Tsunatoyo
- Seizaburō Kawazu - Lord Etchumori Hosokawa
- Mantoyo Mimasu - Kira Kozukenosuke

## Producción
El film tiene una duración de 241 minutos, está producida por Shôchiku Eiga, el guion  por Kenichiro Hara, Giken Ida que toman como contenido para la película la obra de Seika Mayama y la fotografía  por Kôhei Sugiyama. Es considerada una de las obras más importantes del cine japonés durante el siglo XX y ha ejercido amplia influencia tanto en la cultura cinematográfica de Japón como en Occidente. Mizoguchi dirigió la película en 1941 y se suele interpretar que la historia buscaba inspirar y alentar la moral del ciudadano japonés durante la Segunda Guerra Mundial. La motivación para el director Kenji fue inculcar valores de la leyenda a los japoneses y no incluye imágenes bélicas.